# Phaethontidae
Phaethontidae es una familia de aves marinas pelágicas tropicales. Son los únicos representantes vivos del orden Phaethontiformes. Durante muchos años fueron considerados parte de los Pelecaniformes, pero la genética indica que están más estrechamente relacionados con los Eurypygiformes. Hay tres especies en un género, Phaethon. Los nombres científicos se derivan del griego antiguo phaethon, "sol". Tienen un plumaje predominantemente blanco con plumas de la cola alargadas con patas pequeñas y débiles.

## Descripción

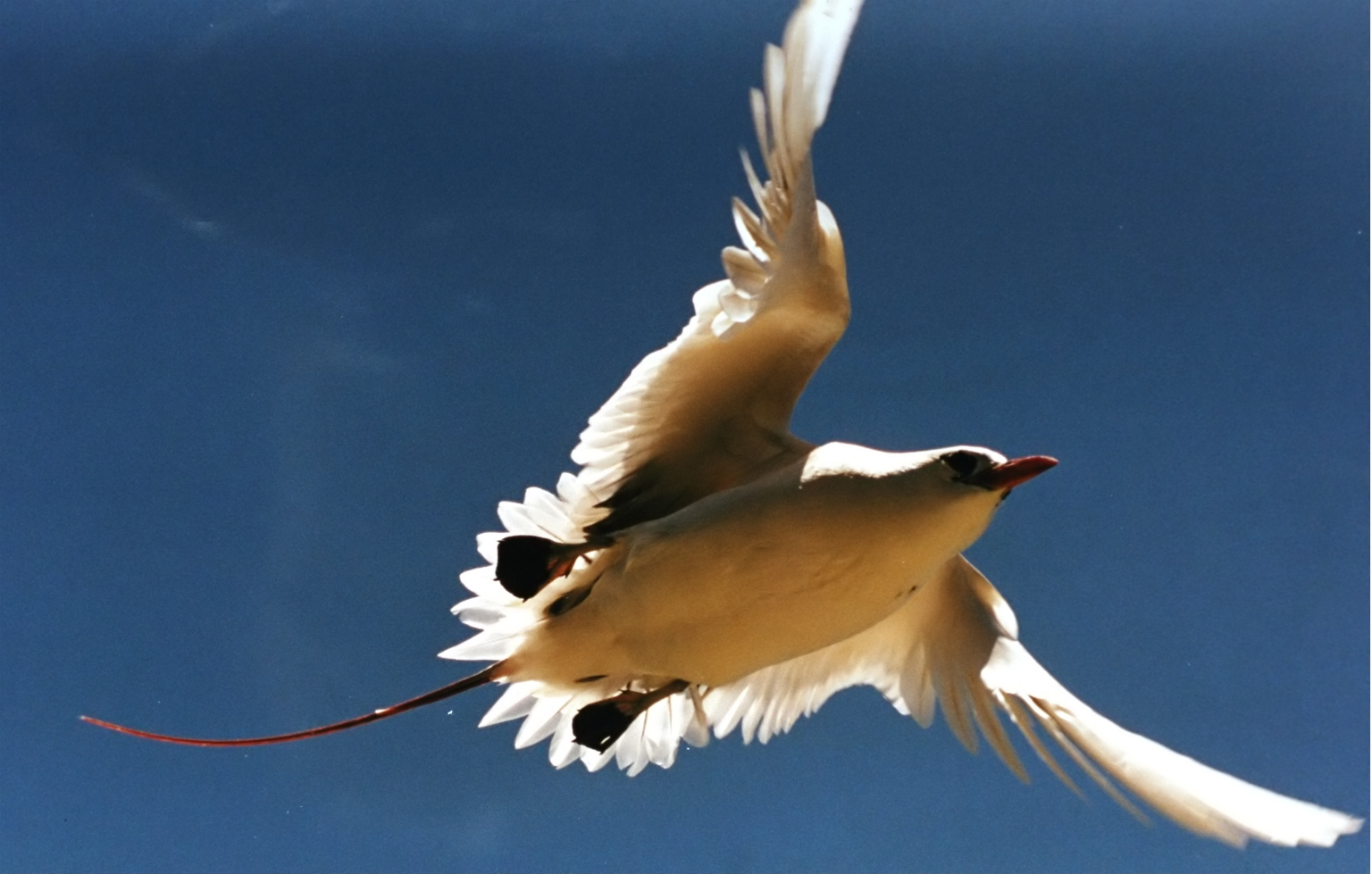
Ave del trópico de cola roja en el atolón de Midway.

Las aves del trópico varían en tamaño de 76 cm a 102 cm de largo y de 94 cm a 112 cm de envergadura. Su plumaje es predominantemente blanco, con plumas centrales de la cola alargadas. Las tres especies tienen diferentes combinaciones de marcas negras en la cara, la espalda y las alas. Sus picos son grandes, poderosos y ligeramente curvados. Sus cabezas son grandes y sus cuellos son cortos y gruesos. Tienen patas totipalmadas (es decir, los cuatro dedos están conectados por una red). Las patas de un ave del trópico están ubicadas muy atrás en su cuerpo, lo que hace que caminar sea imposible, por lo que solo pueden moverse en tierra empujándose hacia adelante con las patas.
La llamada de las aves del trópico es típicamente un silbido o crujido fuerte, penetrante, estridente, pero chirriante. Estos a menudo se dan en una serie rápida cuando están en un vuelo de exhibición en la colonia. En la literatura antigua se los conocía como aves contramaestre debido a sus fuertes silbidos.

## Taxonomía, sistemática y evolución
El género Phaethon fue introducido en 1758 por el naturalista sueco Carl Linnaeus en 1758 en la décima edición de su Systema Naturae El nombre proviene del griego antiguo phaethōn que significa "sol". La especie tipo fue designada el rabijunco etéreo o ave del trópico de pico rojo (Phaethon aethereus) por George Robert Gray en 1840.
Las aves del trópico se agrupaban tradicionalmente en el orden Pelecaniformes, que contenía pelícanos, cormoranes,  dardos ,  alcatraces, piqueros y fragatas; en la taxonomía de Sibley-Ahlquist, los Pelecaniformes se unieron con otros grupos en un gran "Ciconiiformes". Más recientemente, se ha descubierto que esta agrupación es masivamente parafilética (faltan parientes más cercanos de sus grupos relacionados lejanamente) y se ha dividido nuevamente.
El análisis microscópico de la estructura de la cáscara de huevo realizado por Konstantin Mikhailov en 1995 encontró que las cáscaras de huevo de las aves tropicales carecían de la cubierta de material microglobular grueso de otros Pelecaniformes. [7] El artículo de 2014 de Jarvis, et al . Los análisis del genoma completo resuelven las ramas tempranas en el árbol de la vida de las aves modernas alinea a las aves del trópico más de cerca con el  pájaro sol y el  kagu de los Eurypygiformes, con estos dos clados formando el grupo hermano de las "aves acuáticas centrales", los Aequornithes , y la hipótesis de Metaves abandonada. [8]
Order Phaethontiformes

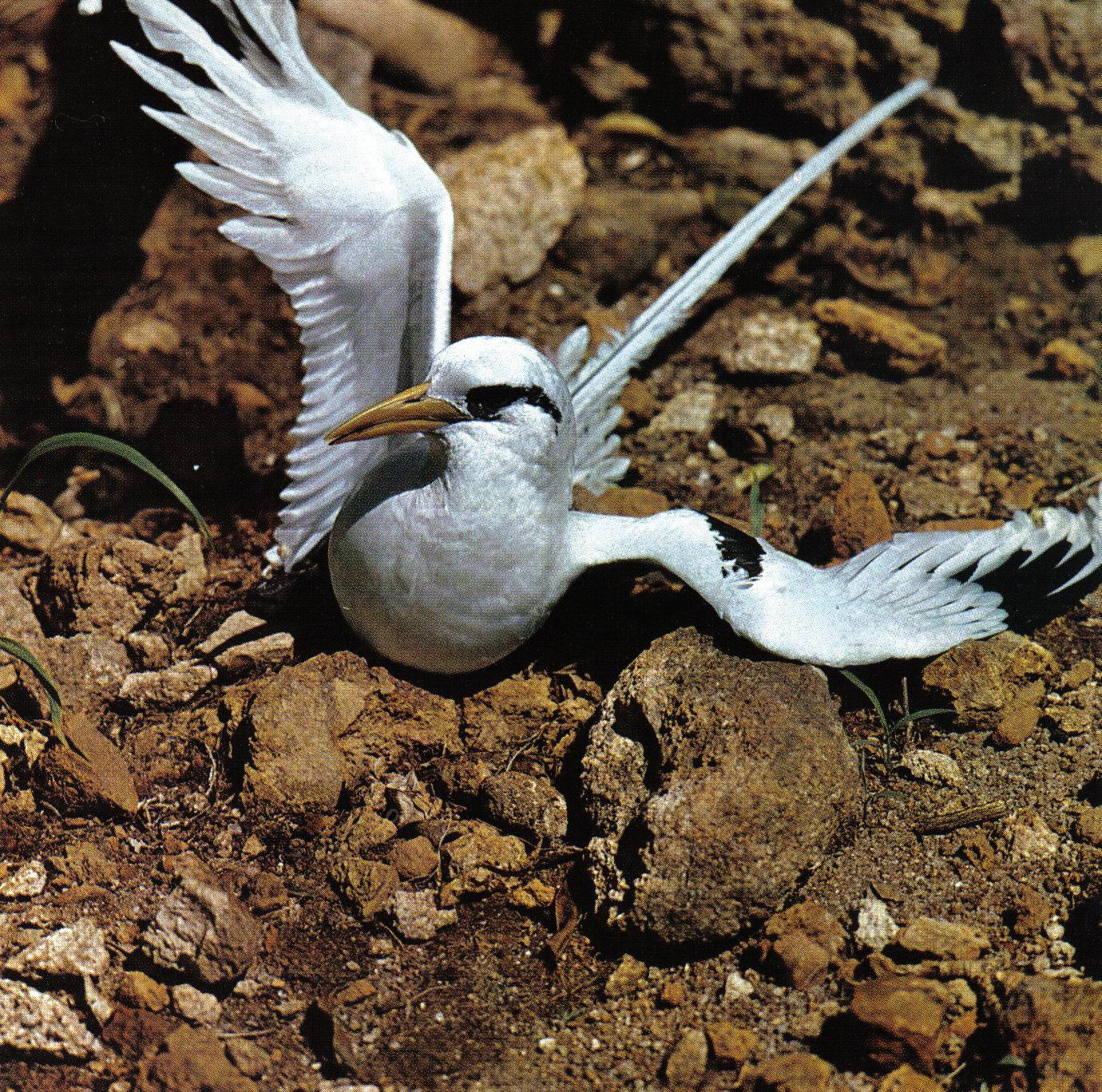
Ave del trópico de cola blanca en Seychelles

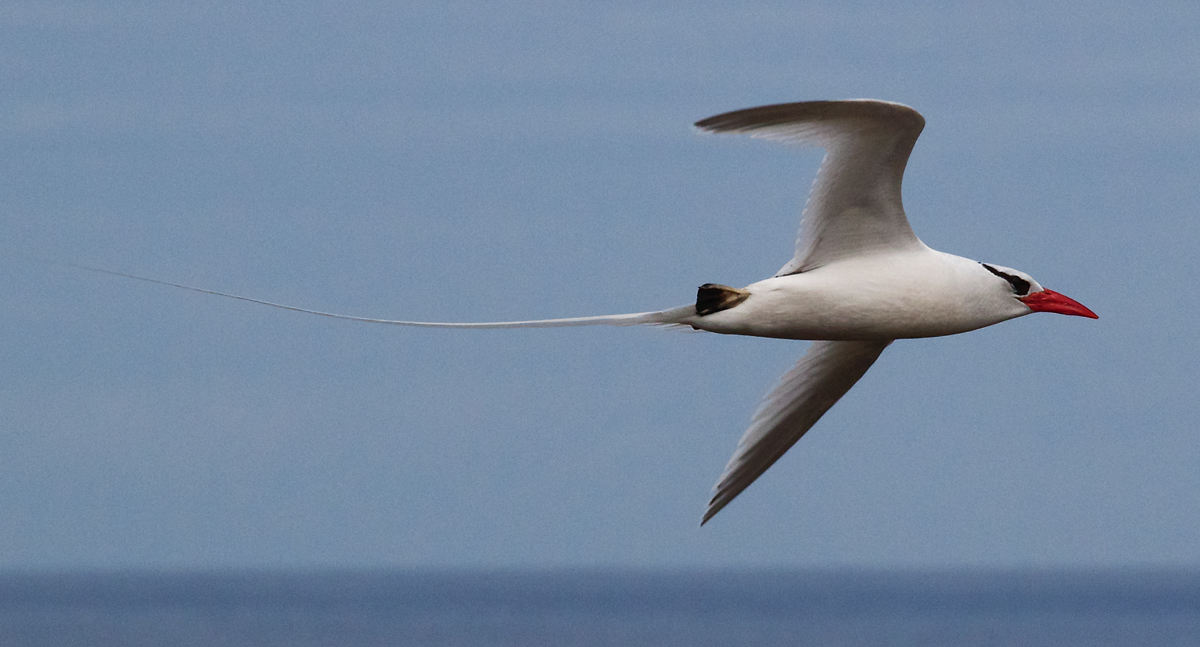
Ave del trópico de pico rojo en vuelo, Isla Genovesa, Galápagos

- Familia †Prophaethontidae Harrison & Walker 1976
  - Genus †Prophaethon Andrews 1899
    - †Prophaethon shrubsolei Andrews 1899

  - Genus †Lithoptila Bourdon, Bouya & Iarochène 2005
    - †Lithoptila abdounensis Bourdon, Bouya & Iarochène 2005
- Familia Phaethontidae Brandt 1840
  - Genus †Proplegadis Harrison & Walker 1971
    - †Proplegadis fisheri Harrison & Walker 1971

  - Genus †Phaethusavis Bourdon, Amaghzaz & Bouya 2008
    - †Phaethusavis pelagicus Bourdon, Amaghzaz & Bouya 2008

  - Genus †Heliadornis Olson 1985
    - †H. ashbyi Olson 1985
    - †H. minor Kessler 2009
    - †H. paratethydicus Mlíkovský 1997

  - Genus Phaethon Linnaeus, 1758
    - Red-billed tropicbird P. aethereus (tropical Atlantic, eastern Pacific, and Indian oceans)
    - Red-tailed tropicbird, P. rubricauda (Indian Ocean and the western and central tropical Pacific)
    - White-tailed tropicbird, P. lepturus (widespread in tropical waters, except in the eastern Pacific)

El ave tropical de pico rojo es basal dentro del género. Se supone que la división entre el pájaro tropical de pico rojo y los otros dos pájaros tropicales tuvo lugar hace unos seis millones de años, y la división entre el pájaro tropical de cola roja y la de cola blanca tuvo lugar hace unos cuatro millones de años.
Phaethusavis y Heliadornis son géneros prehistóricos de aves tropicales descritos a partir de fósiles .

### Especies existentes
| Imagen | Nombre científico | Nombre común                   | Distribución | Estado de conservación          |
| ------ | ----------------- | ------------------------------ | --- | ------------------------------- |
|        | P. aethereus      | ave del trópico de pico rojo   | Atlántico central, Pacífico oriental, Caribe y Atlántico oriental, Golfo Pérsico, Golfo de Adén, Mar Rojo                                                        | Especie bajo preocupación menor |
|        | P. rubricauda     | ave del trópico de cola roja   | Los océanos Índico meridional y Pacífico occidental y central, desde la costa africana hasta Indonesia, las aguas que rodean el extremo sur de Japón hasta Chile | Especie bajo preocupación menor |
|        | P. lepturus       | ave del trópico de cola blanca | Atlántico tropical, Pacífico occidental e Índico | Especie bajo preocupación menor |

## Descripción

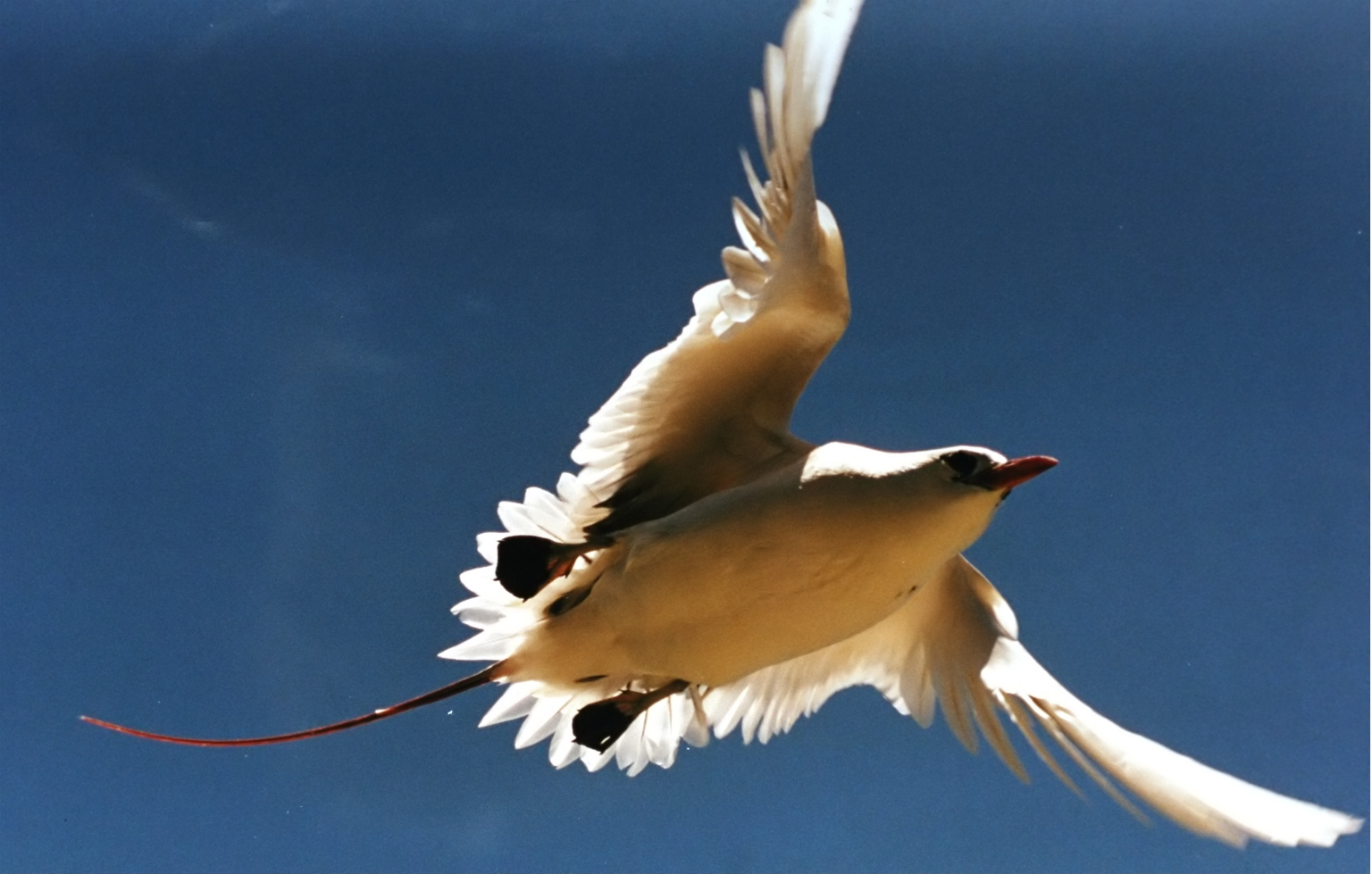
Red-tailed tropicbird at Midway Atoll

Los pájaros tropicales varían en tamaño de 76 cm a 102 cm de largo y de 94 cm a 112 cm de envergadura. Su plumaje es predominantemente blanco, con plumas centrales de la cola alargadas. Las tres especies tienen diferentes combinaciones de marcas negras en la cara, la espalda y las alas. Sus picos son grandes, poderosos y ligeramente curvados. Sus cabezas son grandes y sus cuellos son cortos y gruesos. Tienen pies totipalmate (es decir, los cuatro dedos están conectados por una red). Las patas de un pájaro tropical están ubicadas muy atrás en su cuerpo, lo que hace que caminar sea imposible, por lo que solo pueden moverse en tierra empujándose hacia adelante con los pies.
La llamada de los pájaros tropicales es típicamente un silbido o crujido fuerte, penetrante, estridente, pero chirriante. Estos a menudo se dan en una serie rápida cuando están en un vuelo de exhibición en la colonia. En la literatura antigua se los conocía como pájaros contramaestre (contramaestre) debido a sus fuertes silbidos.

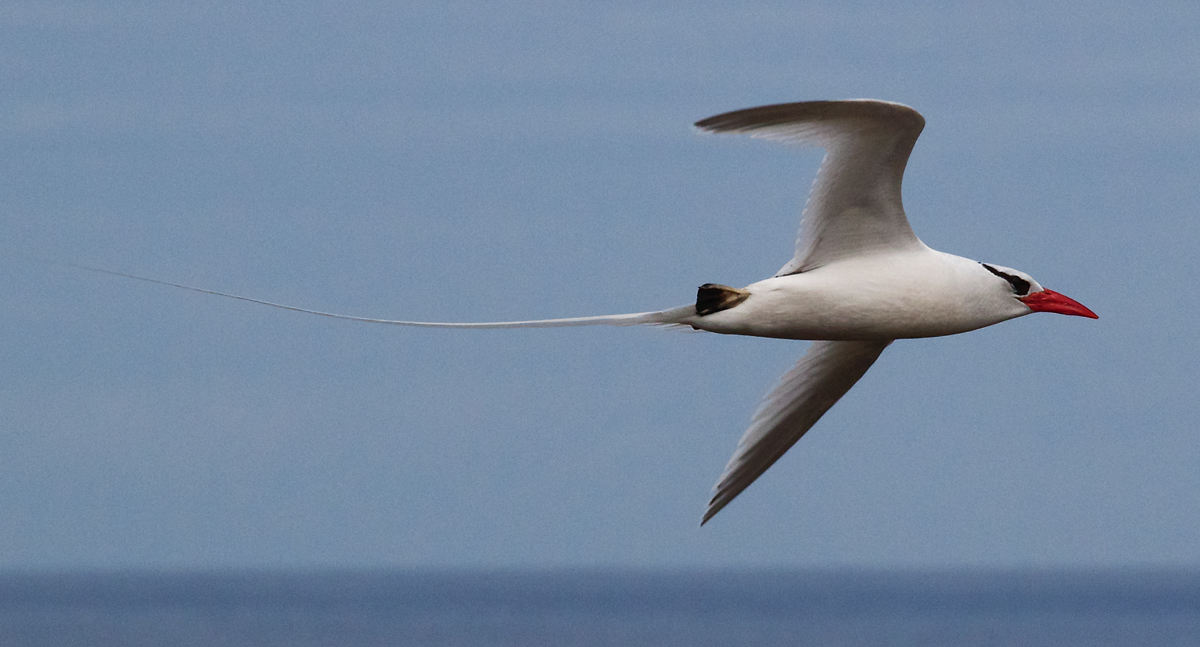
Pájaro tropical de pico rojo, Isla Genovesa, Galápagos

## Comportamiento y ecología
Los pájaros tropicales frecuentemente atrapan a sus presas revoloteando y luego sumergiéndose, generalmente solo en la capa superficial de las aguas. Comen sobre todo pescado, especialmente pez volador, y ocasionalmente calamares. Las aves tropicales tienden a evitar bandadas de alimentación de múltiples especies, a diferencia de las fragatas , que tienen dietas similares.
Los pájaros tropicales suelen estar solos o en parejas lejos de las colonias de reproducción. Allí se involucran en espectaculares exhibiciones de cortejo. Durante varios minutos, grupos de 2 a 20 aves vuelan simultáneamente y repetidamente una alrededor de la otra en grandes círculos verticales, mientras balancean las serpentinas de la cola de un lado a otro. Si a la hembra le gusta la presentación, se apareará con el macho en su posible nido. Ocasionalmente, se producirán disputas entre los machos que intentan proteger a sus parejas y las áreas de anidación.
Los pájaros tropicales generalmente anidan en agujeros o grietas en el suelo desnudo. La hembra pone un huevo blanco, manchado de marrón, y se incuba durante 40 a 46 días. La incubación la realizan ambos progenitores, pero sobre todo la hembra, mientras que el macho aporta comida para alimentar a la hembra. El pollito sale del cascarón con plumón gris. Permanecerá solo en el nido mientras ambos padres buscan comida, y alimentarán al polluelo dos veces cada tres días hasta que emplume, unas 12 o 13 semanas después de la eclosión. Los jóvenes no pueden volar inicialmente; flotarán en el océano durante varios días para perder peso antes del vuelo.
Los polluelos de aves tropicales tienen un crecimiento más lento que las aves cercanas a la costa y tienden a acumular depósitos de grasa cuando son jóvenes. Eso, junto con las nidadas de un solo huevo, parece ser una adaptación a un estilo de vida pelágico en el que la comida suele recolectarse en grandes cantidades, pero puede ser difícil de encontrar.

## Forma de vida

### Dieta
Cazan peces y cefalópodos como buzos de choque , utilizando una técnica similar a la de los alcatraces : desde una altura de 25 m o más, se abalanzan sobre sus presas con las alas entreabiertas, que capturan cerca o en la superficie del agua. Los peces voladores y los calamares voladores , que se pueden capturar sin tocar la superficie del agua, se cazan con especial frecuencia.

### Reproducción

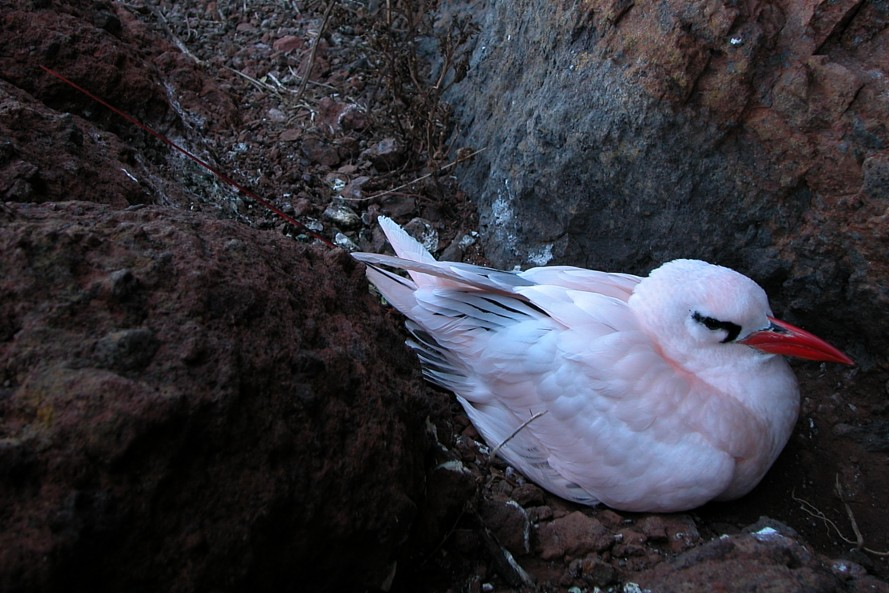
Rotschwanz-Tropikvogel

Los pájaros tropicales alcanzan la madurez sexual a la edad de 3 a 4 años. Los animales se reproducen en islas tropicales donde forman pequeñas colonias con poca interacción social. Los criaderos pueden ubicarse en acantilados inaccesibles, en pequeñas islas donde no hay peligro de depredadores de fondo , pero también en tramos de costa arenosos, escondidos bajo la vegetación. En Christmas Island , los pájaros tropicales incluso se reproducen en los árboles del interior montañoso de la isla. La temporada de reproducción varía mucho de una región a otra; a menudo cae en primavera y verano, pero en algunas islas hay ejemplares reproductores durante todo el año.
La cría está precedida por un espectacular vuelo de cortejo . Para hacer esto, varios pájaros tropicales de una colonia primero se reúnen y vuelan arriba y abajo cerca de los sitios de reproducción, llamando en voz alta. Cuando una pareja se ha encontrado, se separan de los demás. Los compañeros suben juntos a grandes alturas para deslizarse sincrónicamente hasta unos cientos de metros. Por lo general, un compañero vuela directamente sobre el otro, bajando las alas mientras el inferior levanta las alas. Las puntas de las alas casi se tocan entre sí. Además, las plumas extendidas de la cola a menudo se doblan hacia abajo para que toquen a la pareja, o se mueven de un lado a otro. Los socios a menudo cambian de roles durante el descenso.
Finalmente, la pareja aterriza en un sitio de anidación adecuado y, por lo general, copula inmediatamente después del aterrizaje. Si el subsuelo lo permite, se cava un pequeño hueco para el huevo; un nido no se construye. Si los sitios de anidación adecuados son escasos, puede haber peleas por dichos sitios. Los oponentes se cortan la cabeza unos a otros con sus picos. Si tienen éxito, la pareja que previamente incubó en el sitio debe entregar su huevo o cría. La lucha constante significa que en algunos lugares solo el 30% de las crías tienen éxito. Los pájaros tropicales también usan esta agresividad contra otras especies: a veces ahuyentan con éxito a los petreles y se apoderan de sus sitios de anidación.
Se pone un solo huevo. Los huevos de ave tropical son extremadamente variables; hay huevos blancos, grises, marrones o rojos, algunos sólidos, otros manchados o moteados. Esta es otra diferencia con las otras familias de copépodos, que solo tienen huevos blancos. Ambos socios incuban el huevo durante 40 a 46 días. Inicialmente, las crías son alimentadas con alimentos predigeridos, que el pájaro padre traga por la garganta de las crías. Con el tiempo, se le dejará solo con más frecuencia, los intervalos entre las tomas aumentarán y, entre los 70 y los 90 días de edad, realizará su primer vuelo y nunca volverá al sitio del nido.
Se desconoce la edad máxima de los rabijuncos, pero en cualquier caso supera los veinte años.